# Bioče
Bioče (cyr. Биоче) – wieś w Czarnogórze, w gminie Podgorica. Leży nad rzeką Moračą. W 2011 roku liczyła 177 mieszkańców.
23 stycznia 2006 miała tu miejsce katastrofa kolejowa, w której zginęło 47 osób.
We wsi jest stacja kolejowa Bioče.